# SU-14
SU-14 je sovětské samohybné dělo postavené na podvozku tanku T-35 a využívající díly z typu T-28. Původní prototyp z roku 1934 byl vyzbrojen dělem B-4 vz. 1931 ráže 203 mm. Samohybné dělo SU-14 bylo testováno v letech 1934–1935. V roce 1936 byl postaven upravený prototyp SU-14-1. Výzbroj poté tvořilo námořní dělo Br-2 ráže 152,4 mm.

## Vývoj a nasazení

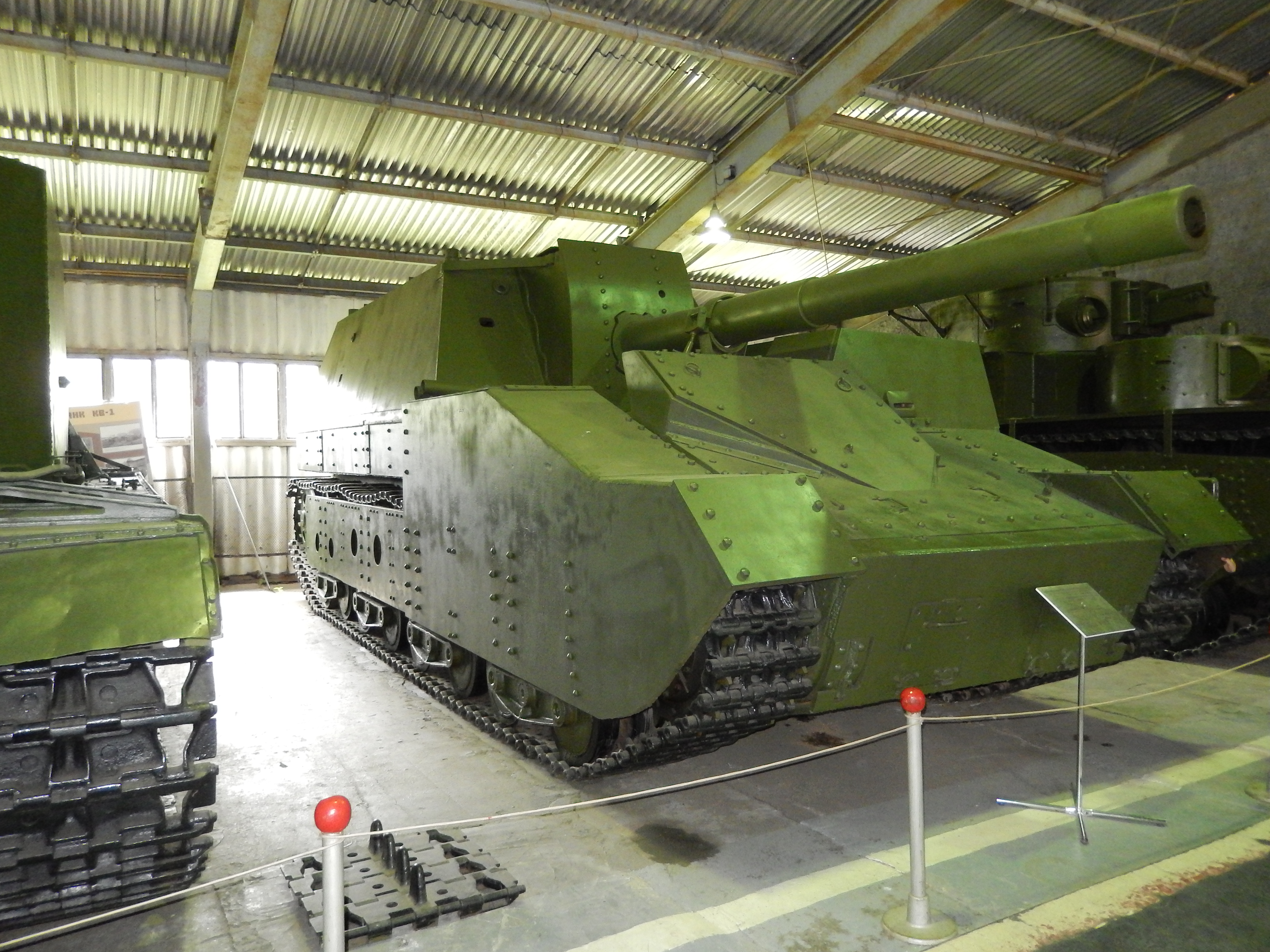
SU-14-2 jako exponát muzea v Kubince

Prototyp SU-14-1 měl rekonstruovanou převodovku, upravený podvozkový systém a výkonnější motor M-17F o výkonu 500 kW. Během zkoušek probíhajících od dubna do května 1936 prototyp najezdil cca 800 km. V plánu byla výroba pěti vozidel SU-14 s dělem Br-2, ke které ovšem nedošlo kvůli zatčení šéfkonstruktéra P. I. Sjačentova, jehož v roce 1937 popravili jako "nepřítele lidu" během Stalinských čistek. Oba prototypy byly poté uloženy v armádním skladu, kde zůstaly až do zimy 1939.
V roce 1940 dostala obě vozidla radiostanice a silnější pancéřování chránící bojový prostor, protože měla být nasazena v Zimní válce proti Finsku a ostřelovat bunkry Mannerheimovy linie. Úpravy však byly dokončeny až 20. března 1940 a do bojů této války již SU-14 nezasáhly. V září 1940 byly přesunuty na polygon v Kubince u Moskvy a o rok později během Operace Barbarossa na dálku ostřelovaly německé jednotky postupující na hlavní město.
První prototyp SU-14 byl v 60. letech sešrotován, ale druhý prototyp SU-14-2 se dochoval do současnosti a je k vidění v tankovém muzeu v Kubince v Ruské federaci.